# Каркофоро
Каркофоро (итал. Carcoforo) — коммуна в Италии, располагается в регионе Пьемонт, в провинции Верчелли.
Население составляет 80 человек (2008 г.), плотность населения составляет 4 чел./км². Занимает площадь 22 км². Почтовый индекс — 13026. Телефонный код — 0163.
Покровителями коммуны почитаются святой и животворящий Крест Господень, празднование 3 мая, и святой первомученик Стефан, празднование 26 декабря. 

## Демография
Динамика населения:

## Администрация коммуны
- Официальный сайт: https://web.archive.org/web/20090302223522/http://www.comunecarcoforo.it/